# ОФК (футбольный клуб)
ОФК Белград (серб. ОФК Београд) — сербский футбольный клуб из района Карабурма в муниципалитете Палилула в округе Белград. Клуб основан в 1911 году, название клуба в переводе означает «Молодёжный футбольный клуб Белград».

## История

### Начало
ОФК был основан в 1911 году под именем БСК (Белградский спортивный клуб) во времена Королевства Сербии. Клуб выиграл пять национальных чемпионатов Королевства Югославии. С 1945 по 1950 год команда выступала под названием «Металац».
Клуб никогда не занимал место на вершине, но всегда был среди лучших. Обычно он находился в тени больших белградских клубов: «Партизана» и «Црвены Звезды». Трибуны стадиона оставались почти пустыми. Проблема была в названии, которое не привлекало внимание болельщиков, поэтому в 1950 году клуб вернул своё старое имя — БСК.

### Золотая эра
В 1953 году клуб выиграл Кубок Югославии. Следующие три победы последовали в 1955, 1962 и 1966 годах. БСК дважды становился вице-чемпионом страны — в 1955 и в 1964 годах, и редко опускался ниже 6-го места в турнирной таблице. Тем временем, команда снова изменила своё название. В 1957 году клуб был окрещен «ОФК Београд» в очередной попытке привлечь зрителей на трибуны, особенно младшего возраста, из тех, кто обычно выбирал «Црвену Звезду» или «Партизан». В то время игроки ОФК играли в привлекательный и зрелищный футбол и поэтому получили прозвище «Романтичари» (Романтики).
1960-е и первая половина 1970-х годов стали годами европейской славы ОФК. Команда восемь раз участвовала в розыгрыше еврокубков. Наивысшее достижение — выход в полуфинал Кубка обладателей кубков в сезоне 1962/63, где они встретились с английским клубом «Тоттенхэм Хотспур», будущим обладателем трофея. За следующие десять лет такие футбольные гранды, как «Наполи», «Фейеноорд», «Панатинаикос» и «Ювентус» пали под натиском «бело-голубых».

### Медленное падение
«Романтикам» не удалось использовать в своих интересах успех на внутренней и европейской арене. После нескольких успешных сезонов произошёл неожиданный спад. «ОФК Београд» медленно, но верно терял своё великолепие. В течение 80-х годов клуб неоднократно путешествовал между первой и второй лигой Югославии, и в Карабурме ничто не напоминало о старых великолепных днях ОФК, кроме нескольких старых выцветших картин. Медленное падение длилось столько же, сколько и золотая эра. Однако славные традиции не были забыты, и клуб возвращается на прежний уровень в начале 90-х. Четвёртое место в чемпионате в 1992 и 1994 годах давало надежду на яркое будущее для ОФК в XXI веке.

### Современность
Летом 2003 года бело-голубые вернулись на поля европейских соревнований, приняв участие в Кубке Интертото УЕФА. ОФК одолел эстонский клуб «Нарва Транс», победив дома с разгромным счетом 6:1, но УЕФА отменил результат матча из-за дымовой шашки, брошенной на поле во время игры. Последующее расследование этого инцидента показало, что это было дело рук болельщика команды конкурента, разъяренного вылетом его клуба во вторую лигу. В итоге учитывался только результат второго матча. ОФК не подвёл своих болельщиков и победил в Таллине с красивым счетом 5:3. Однако во втором раунде ОФК был выбит из розыгрыша кубка чешским клубом «Словацко» с общим счетом 4:3.
В следующий раз клуб возвратился в еврокубки в 2004 году. Начав играть со второго отборочного раунда, белградцы легко прошли латвийский «Динабург». В третьем отборочном раунде ОФК должен был сыграть против «Тампере Юнайтед» на легендарном стадионе «Ратина», арене исторической встречи между Югославией и Советским Союзом на летних Олимпийских играх 1952 года. «ОФК Београд» уверенно победил своих финских противников и по достоинству вышел в полуфинал, в котором был повержен намного более сильным и опытным противником — мадридским «Атлетико».
В 2005 году клуб достиг второго отборочного раунда кубка УЕФА впервые за более чем 32 года, где проиграл болгарскому «Локомотиву» из Пловдива по сумме двух матчей с учётом правила гостевого гола. В 2006 году в Кубке УЕФА ОФК ждала новая встреча с французским «Осером». В первой игре в Белграде ОФК одержал победу со счетом 1:0. В ответной игре всё шло к тому, что сербский клуб проходил дальше, заканчивая матч со счётом 2:1 в пользу «Осера» за 10 минут до конца основного времени, но белградцы пропустили трижды и потерпели разгромное поражение 1:5, закончив на этом свой еврокубковый поход.

## Достижения
- Чемпионат Королевства Югославия
  - Чемпион (5): 1930/31, 1932/33, 1934/35, 1935/36, 1938/39
  - Вице-чемпион (4): 1927, 1929, 1937/38, 1939/40
- Чемпионат Сербии
  - Чемпион (4): 1939/40, 1940/41, 1942/43, 1943/44
  - Вице-чемпион: 1941/42
- Кубок Югославии
  - Победитель (5): 1934, 1953, 1955, 1961/62, 1965/66
- Кубок Сербии и Черногории
  - Финалист: 2005/06
- Кубок Белграда
  - Победитель: 2018/19

## Фанаты
Фанаты ОФК известны под названием Blue Union с 1994 года. Группа продолжает активно поддерживать клуб, несмотря на то, что посещаемость домашних матчей на Омладински Стадион в последние годы очень небольшая. Друзья: «Вождовац», «Анортосис», «Динамо». Оппоненты: «Рад», «Црвена звезда», «Партизан», «Земун».     
Клуб-побратим: «Динамо». В 2009 году фаны ОФК совершили выезд за «Динамо» на матч Кубка УЕФА с ЦСКА из Софии. В том же году «Романтичари» в компании группы фанов «Динамо» были замечены на домашнем матче Лиги чемпионов с «Селтиком». Дружба активно развивается благодаря поддержке клуба болельщиков «Динамо». В 2010 году состоялся массовый выезд «Динамиков» за ОФК на еврокубковый матч «Торпедо-БелАЗ» — «ОФК Белград», который закончился победой ОФК со счётом 1:0.